# Spirou et l'Aventure
Spirou et l'Aventure ou Le Voyage dans le temps est la quatorzième histoire de la série Spirou et Fantasio de Jijé. Elle est publiée pour la première fois dans Spirou du no 1/44 au no 13/45.